# Kekal

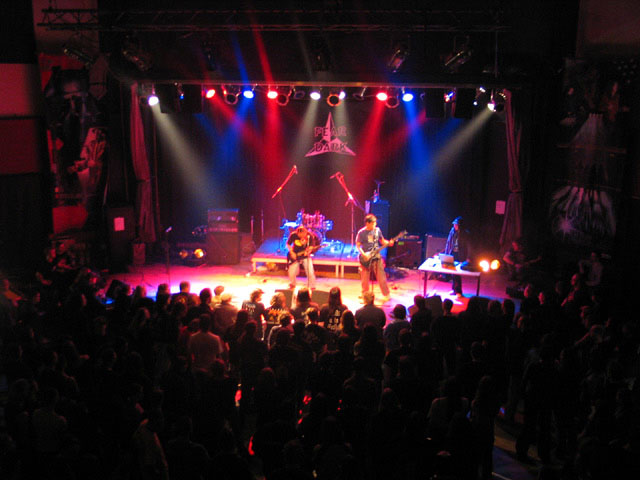
Kekal in 2004

Kekal is een Indonesische extreme metalband die black metal, heavy metal en progressieve rock op mixt. De band werd begin jaren 90 opgericht en het debuut 'Beyond The Glimpse Of Dreams' was meteen een schot in de roos. Daarna volgde 'Embrace The Dead', waarmee Kekal in de Verenigde Staten voet aan de grond kreeg.
In 2001 tekende de band bij het Nederlandse label Fear Dark, dat vervolgens drie albums van de band uitbracht en een split-cd waarop Kekal te horen is naast de Nederlandse blackmetalband Slechtvalk. Het album '1000 Thoughts Of Violence' leverde Kekal het meeste succes op en in 2004 bezocht de band Europa voor een korte tour.
Kekal is niet alleen geliefd bij de pers die standaard hoge cijfers geeft voor albums van de Indonesische band. Ook tal van mensen uit de muziekindustrie kunnen prima uit de voeten met Kekal. Om die reden wordt de band met regelmaat uitgenodigd deel te nemen aan tribute-cd's. Zo was Kekal reeds te horen op tributes aan Trouble en Cradle Of Filth.

## Discografie
- 1996 - Contra Spiritualia Nequitiae (Demo)
- 1998 - Beyond The Glimpse Of Dreams
- 1999 - Embrace The Dead
- 2001 - The Painful Experience
- 2002 - Chaos & Warfare Split-CD (met Slechtvalk)
- 2003 - 1000 Thoughts Of Violence
- 2005 - Acidity
- 2007 - The Habit of Fire
- 2008 - Audible Minority
- 2010 – 8
- 2012 – Autonomy
- 2015 – Multilateral
- 2018 – Deeper Underground
- 2020 – Quantum Resolution